# Carabus titarenkoi
Carabus (Neoplectes) titarenkoi — вид жужелиц рода Carabus, подрода Neoplectes, эндемичный для западной Грузии.

## Систематика
C. titarenkoi по внешнему виду напоминает близкого C. szekelyi, от которого отличается строением эндофаллуса и их ареалы разделены рекой Риони. От C. mellyi также отличается строением гениталий самцов и внешним видом. От других видов также отличается строением эндофаллуса и отдёлен от них географически. Строением эндофаллуса вид схож с C. prunierianus, но их ареалы разделены ареалами других видов Neoplectes. Ниже приводится сравнительная таблица близких видов.

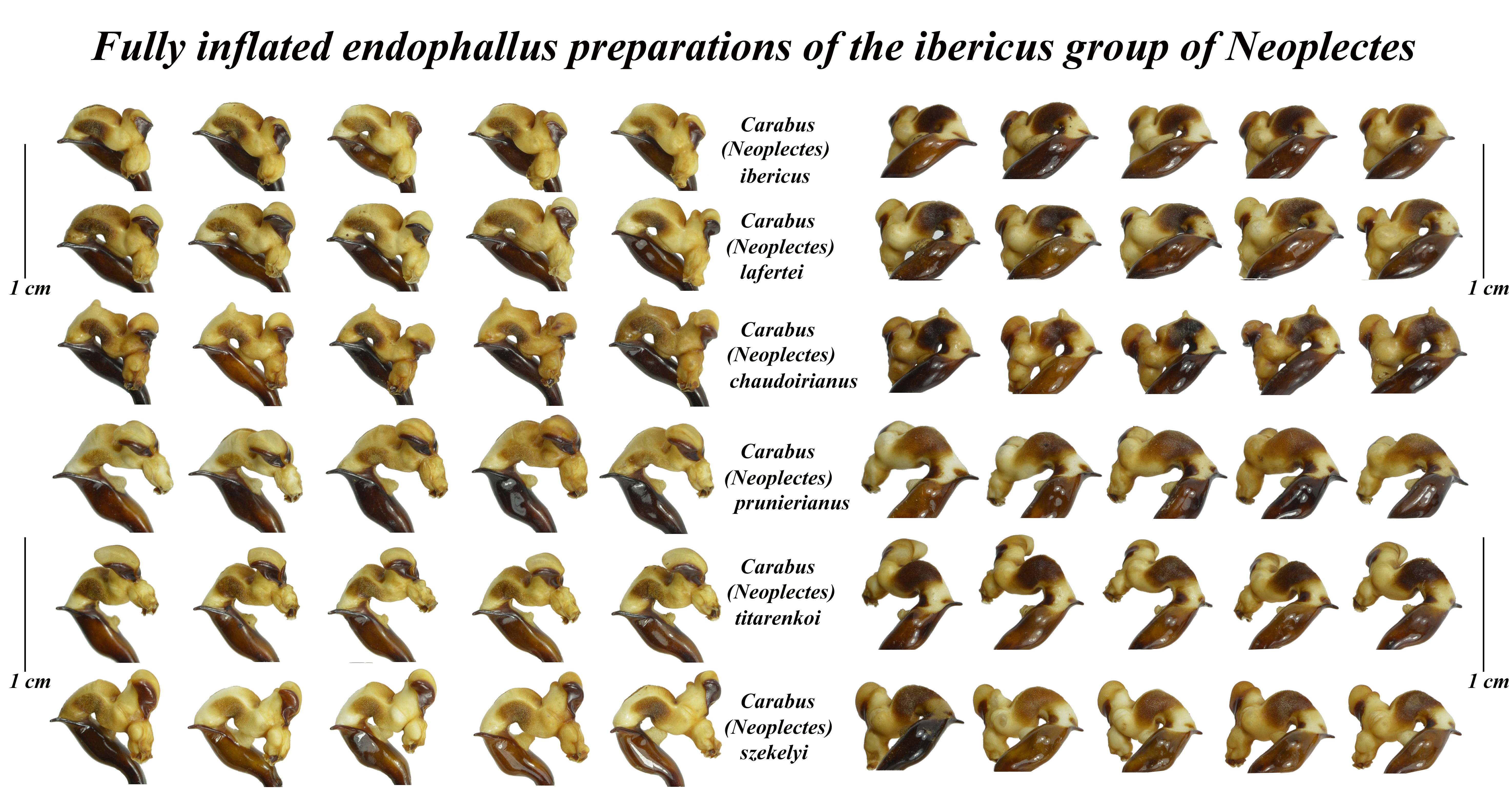
Сравнительная таблица строения эндофаллуса группы «Neoplectes ibericus»

## Подвиды
ssp. titarenkoi (Zamotajlov & Fominykh]], 2014)
Типовое место: «Georgia, Lechkhumi Province, N slopes of Mt. Khvamli near Okhureshi vill., 1700 m; S slopes of Mt. Dzhvari near Okhureshi vill., 1500 m; NE slopes of Mt. Khvamli near Lakhepa vill., 1200 m;
NE slopes of Mt. Khvamli near Lakhepa vill., 900 m.».
ssp. djanoliensis (Fominykh, Zamotajlov, Titarenko, 20156)
Типовое место: «Georgia, Lechkhumi, right bank of Dzhanoli river near Chkhumi vill., E slopes of Mushulda Mt., 526 m, N 42°35' / E42°40'».

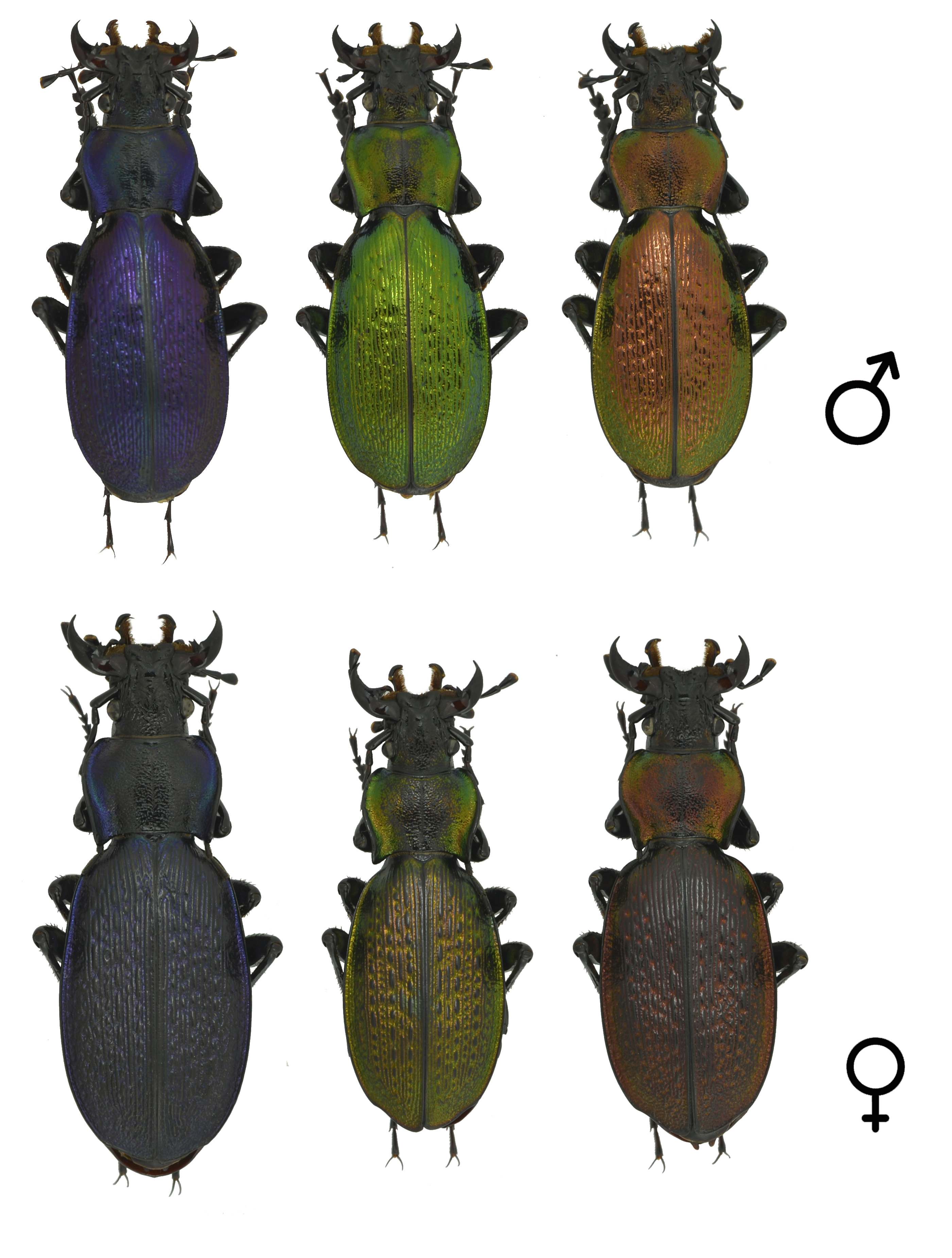
Carabus titarenkoi titarenkoi

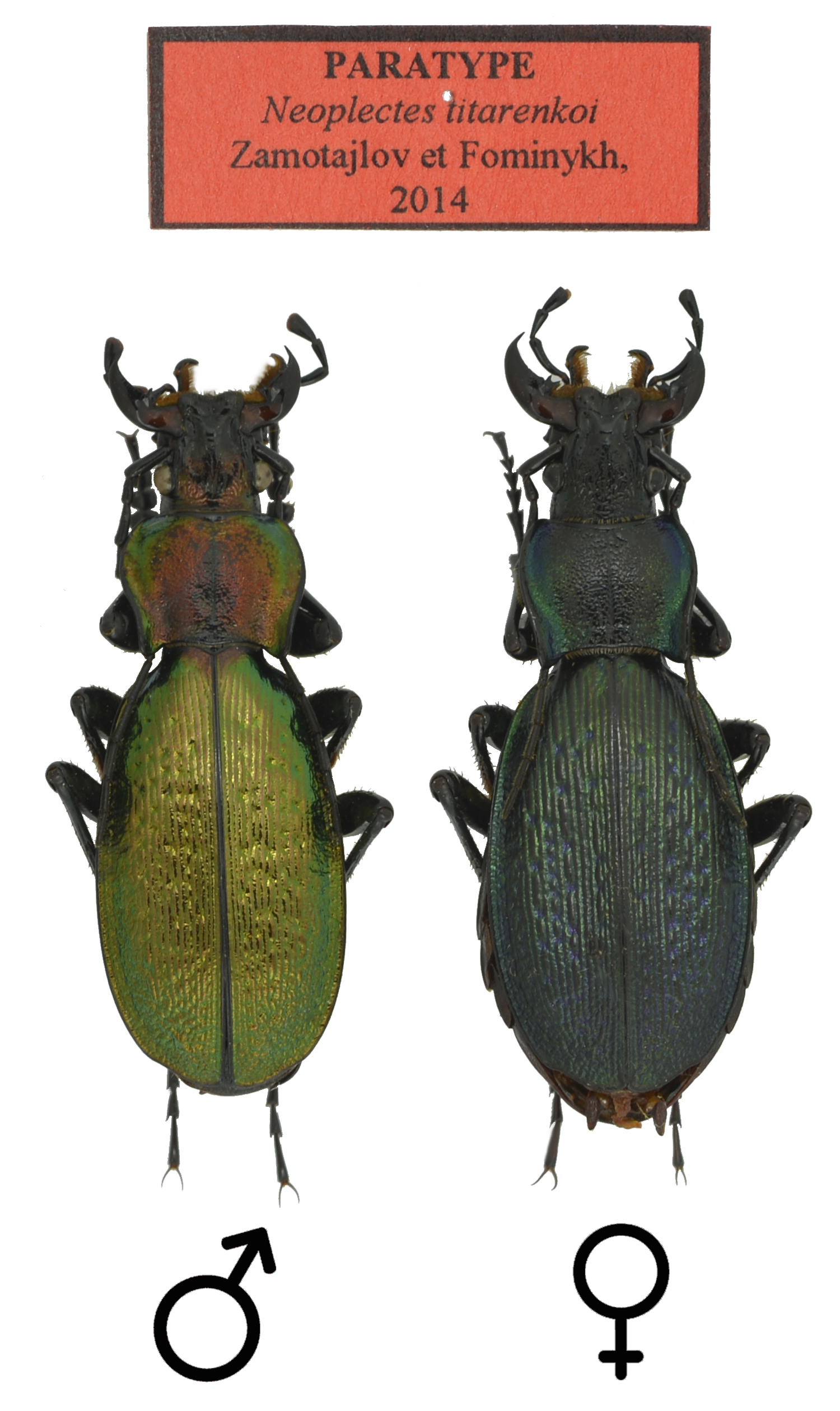
Carabus titarenkoi titarenkoi

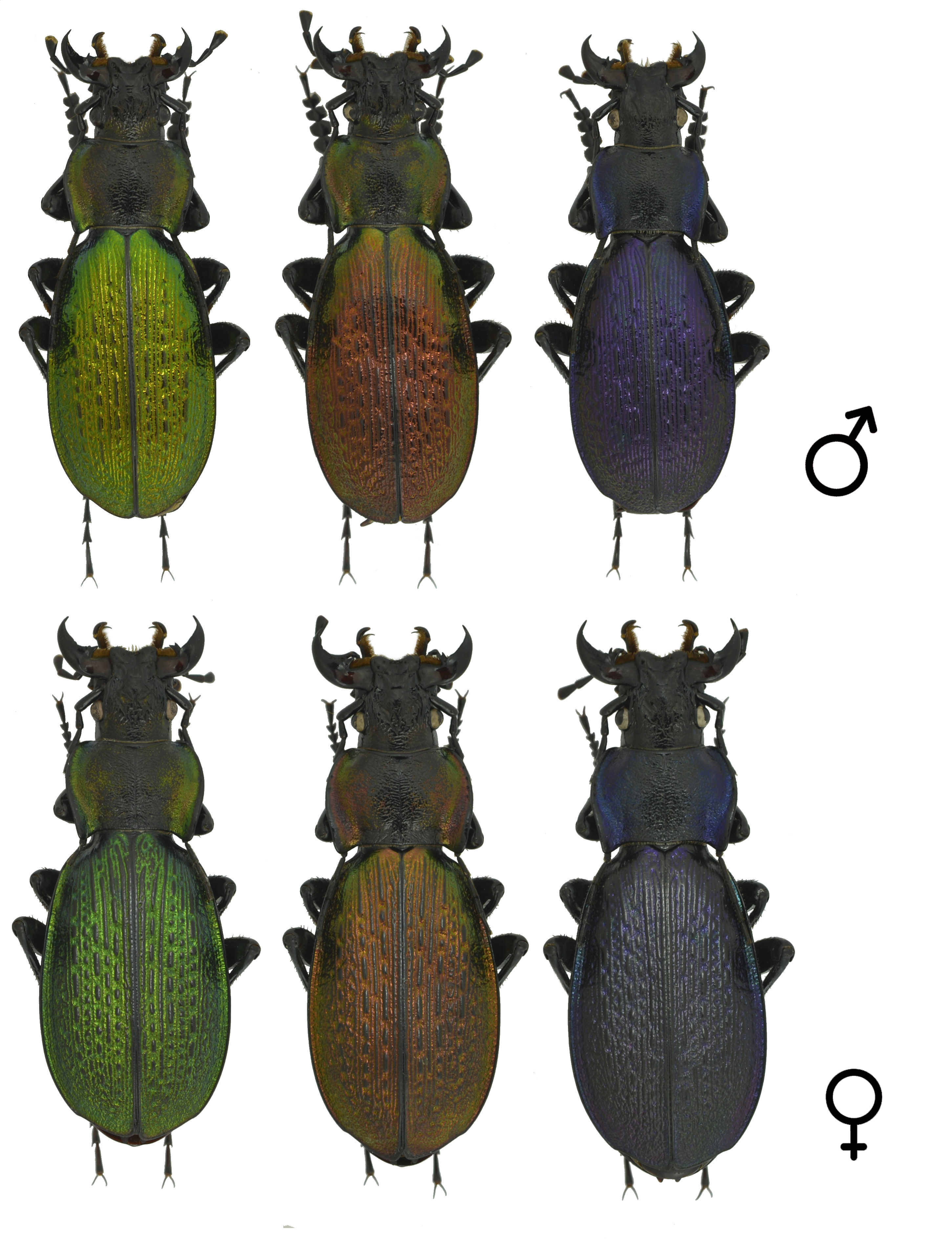
Carabus titarenkoi djanoliensis

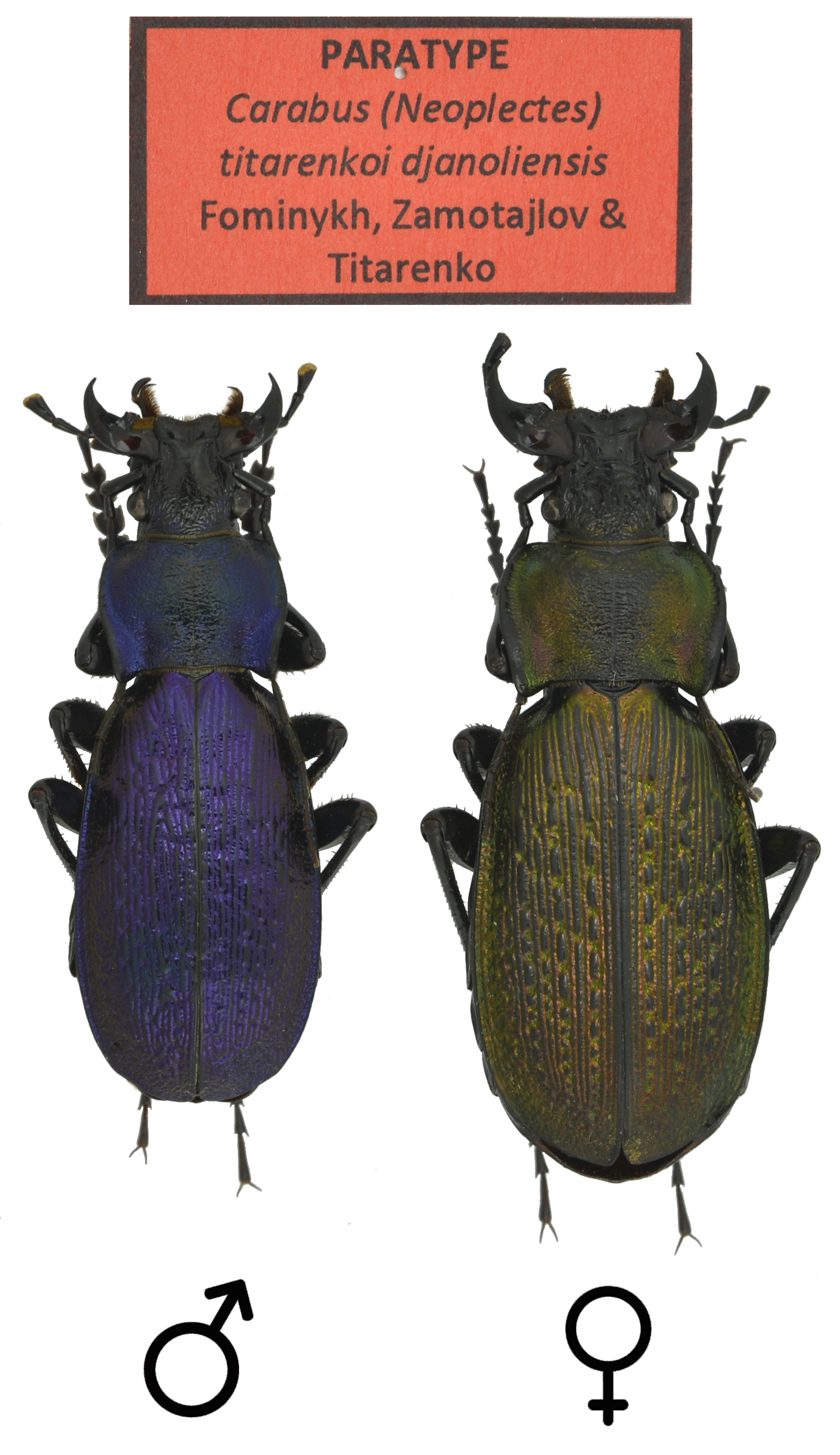
Carabus titarenkoi djanoliensis

Между собой подвиды чётко разделены географически большой рекой — Цхенисцкали.

## Ареал
Вид распространён в западной части республики Грузия, На массиве горы Хвамлии, по долинам рек Джаноли и Намхашури, в окрестностях села Зуби.

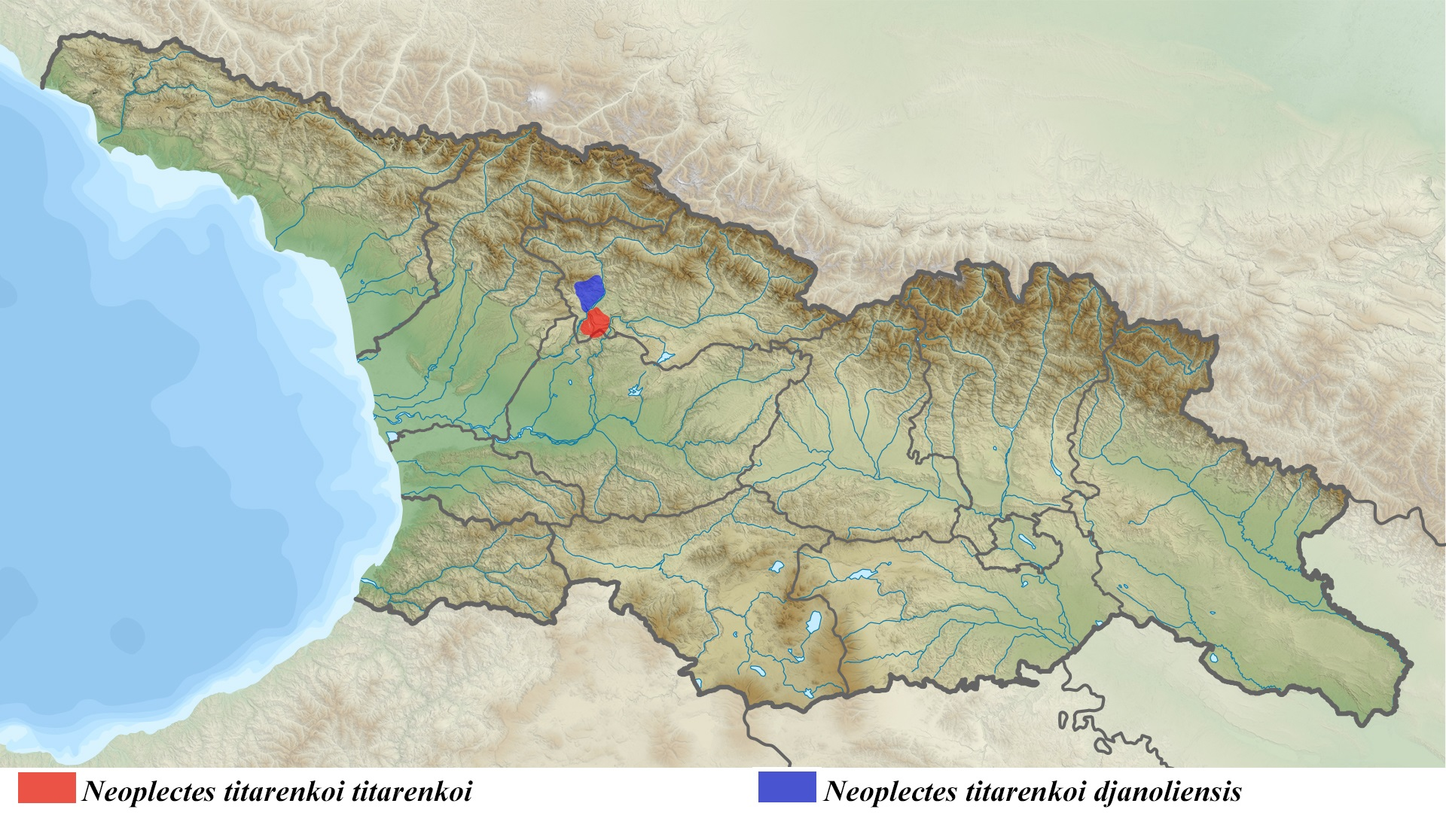
Карта распространения Carabus (Neoplectes) titarenkoi

## Особенности экологии
Вид обитает в лесной зоне от высоты 600 метров над уровнем моря, поднимаясь до высоты 1800 метров над уровнем моря. Имаго активны с момента таяния снега.

## Этимология
Названием вида отмечен вклад в теоретическую и практическую энтомологию философа и полимата Титаренко Андрея Юрьевича.
Название подвида djanoliensis происходит от названия реки Джаноли, в долине которой и обитает этот таксон.